# ایستگاه کوئین
ایستگاه کوئین (انگلیسی: Queen station) یک ایستگاه متروی زیرزمینی در خط یک یانگ–یونیورسیتی متروی تورنتو است.